# Reno Bighorns (1982-1983)
I Reno Bighorns sono stati una franchigia di pallacanestro della CBA, con sede a Reno, nel Nevada, attivi nella stagione 1982-83.
Terminarono il loro unico campionato con un record di 18-26, lost tie-breaker game. Scomparvero alla fine della stagione.

## Stagioni
| Stagione | Lega | Denominazione | V  | P  | %    | Piazzamento | Play-off              |
| -------- | ---- | ------------- | -- | -- | ---- | ----------- | --------------------- |
| 1982-83  | CBA  | Reno Bighorns | 18 | 26 | 40,9 | 5º          | Lost tie-breaker game |